# Урхо Ніссіля
Урхо Ніссіля (фін. Urho Nissilä, нар. 4 квітня 1996, Куопіо) — фінський футболіст, півзахисник клубу «КуПС».
Виступав, зокрема, за клуби «КуПС» та «Зюлте-Варегем», а також молодіжну збірну Фінляндії.

## Клубна кар'єра
Народився 4 квітня 1996 року в місті Куопіо. Вихованець футбольної школи клубу «КуПС». Дорослу футбольну кар'єру розпочав 2015 року в основній команді того ж клубу, в якій провів три сезони, взявши участь у 89 матчах чемпіонату.  Більшість часу, проведеного у складі «КуПСа», був основним гравцем команди.
Своєю грою за цю команду привернув увагу представників тренерського штабу клубу «Зюлте-Варегем», до складу якого приєднався 2018 року. Відіграв за команду з Варегема наступні два сезони своєї ігрової кар'єри. У складі «Зюлте-Варегем» був одним з головних бомбардирів команди, маючи середню результативність на рівні 0,5 гола за гру першості.
Згодом з 2019 по 2020 рік грав у складі команд МВВ та «КуПС».
До складу клубу «КуПС» приєднався 2021 року. Станом на 18 липня 2021 року відіграв за команду з Куопіо 12 матчів в національному чемпіонаті.

## Виступи за збірну
Протягом 2017–2018 років залучався до складу молодіжної збірної Фінляндії. На молодіжному рівні зіграв у 4 офіційних матчах, забив 1 гол.

## Статистика виступів

### Статистика клубних виступів
| Сезон             | Команда           | Чемпіонат         | Чемпіонат | Чемпіонат | Національний кубок | Національний кубок | Національний кубок | Континентальні кубки | Континентальні кубки | Континентальні кубки | Інші змагання | Інші змагання | Інші змагання | Усього | Усього | Усього |
| Сезон             | Команда           | Ліга              | Ігор      | Голів     | Ліга               | Ігор               | Голів              | Ліга                 | Ігор                 | Голів                | Ліга          | Ігор          | Голів         | Ігор   | Голів  |        |
| ----------------- | ----------------- | ----------------- | --------- | --------- | ------------------ | ------------------ | ------------------ | -------------------- | -------------------- | -------------------- | ------------- | ------------- | ------------- | ------ | ------ | ------ |
| 2015              | «КуПС»            | ВЛ                | 23        | 4         | КФ+КЛ              | 3+2                | 1+1                | -                    | -                    | -                    | -             | -             | -             | 28     | 6      |        |
| 2016              | «КуПС»            | ВЛ                | 26        | 0         | КФ+КЛ              | 3+3                | 0                  | -                    | -                    | -                    | -             | -             | -             | 32     | 0      |        |
| 2017              | «КуПС»            | ВЛ                | 26        | 9         | КФ                 | 6                  | 0                  | -                    | -                    | -                    | -             | -             | -             | 32     | 9      |        |
| квіт.-черв. 2018  | «КуПС»            | ВЛ                | 14        | 1         | КФ                 | 6                  | 3                  | -                    | -                    | -                    | -             | -             | -             | 20     | 4      |        |
| Усього за KuPS    | Усього за KuPS    | Усього за KuPS    | 89        | 14        |                    | 23                 | 5                  |                      | -                    | -                    |               | -             | -             | 112    | 19     |        |
| 2018–19           | «Зюлте-Варегем»   | Л1                | 0         | 0         | КБ                 | 0                  | 0                  | -                    | -                    | -                    | -             | -             | -             | 0      | 0      |        |
| Усього за кар'єру | Усього за кар'єру | Усього за кар'єру | 89        | 14        |                    | 23                 | 5                  |                      | -                    | -                    |               | -             | -             | 112    | 19     |        |